# Jacob Krop
Jacob Krop (4 de junio de 2001) es un deportista keniano que compite en atletismo, especialista en las carreras de fondo. Ganó dos medallas en el Campeonato Mundial de Atletismo, en los años 2022 y 2023, ambas en la prueba de 5000 m.

## Palmarés internacional
| Campeonato Mundial | Campeonato Mundial      | Campeonato Mundial | Campeonato Mundial |
| Año                | Lugar                   | Medalla            | Prueba             |
| ------------------ | ----------------------- | ------------------ | ------------------ |
| 2022               | Eugene (Estados Unidos) | Medalla de plata   | 5000 m             |
| 2023               | Budapest (Hungría)      | Medalla de bronce  | 5000 m             |